# 신비한 마녀 도감
「신비한 마녀 도감」은 현재 네이버 웹툰(네이버 만화)에서 베스트 도전 만화이다.

## 주인공
위키베리 올슨

## 스토리
위키는 신분을 숨기고 살아가는 불사의 마녀이다. 불사의 마녀는 왼쪽 손목에 몇번 죽었다 살아날 수 있는지, 그 숫자가 적혀 있다. 위키는 숫자가 아닌 무한반복(∞모양)모양이 있었고, 위키는 그 사실을 숨긴채 여러 마을을 떠돌다가 위키의 동생이 자신이 피하고 있는 집단에게 살해당한 소식을 전해들었다. 위키는 동생의 유품을 정리하다 집단에 대한 정보를 얻었다.동생은 한개의 단서(편지)를 찾으면 다른 단서가 있는 곳을 알려주었다. 동생은 위키와 헤어진 뒤 계속 그 집단을 쫓아다니며 정보를 알아낸 것이다.위키는 29번째 단서가지 찾았지만 마지막 30번째 단서는 도무지 찾을 수 없었다.